# Agathe Vannier
Pour les articles homonymes, voir Vannier.
Agathe Vannier, née le 8 mars 1946 à Courbevoie et morte le 28 décembre 2004 à Paris est une actrice de cinéma française.

## Biographie
Agathe Vannier commence sa carrière au cinéma en 1976 aux côtés de Michael Lonsdale et Fabrice Luchini dans Les Écrans déchirés, court métrage de Jacques Richard. Elle joue ensuite dans six films de Bernard Dubois : Au bout du printemps, Parano, J'ai voulu rire comme les autres, Paris vu par... vingt ans après, La Mèche en bataille, Dernier cri).
Elle est la mère de l'acteur et réalisateur Julien Dubois.

## Filmographie

### Actrice

#### Cinéma
- 1975 : Né- de Jacques Richard
- 1975 : La Grande Blonde avec une petite chatte noire de José Varela - La copine à la fête
- 1976 : Les Lolos de Lola de Bernard Dubois - Agathe
- 1976 : Les Écrans déchirés de Jacques Richard - Agathe (court métrage)
- 1977 : L'Animal de Claude Zidi - La fille du bistrot
- 1979 : Le Rouge de Chine de Jacques Richard
- 1981 : Aimée de Joël Farges - Une prostituée
- 1981 : Parano de Bernard Dubois - Maria
- 1984 : Ave Maria de Jacques Richard - La femme interrogée
- 1984 : Paris vu par... 20 ans après, sketch « Place Clichy » de Bernard Dubois - Isabelle
- 1988 : Dernier cri de Bernard Dubois

#### Télévision
- 1984 : Cinéma 16 - 2 téléfilms (TV Series) :
  - La Mèche en bataille de Bernard Dubois
  - Au bout du printemps de Bernard Dubois - Genevieve

### Scénariste

#### Cinéma
- 1984 : Paris vu par... 20 ans après, scénario du sketch Place Clichy avec Bernard Dubois

#### Télévision
- 1984 : Cinéma 16 - téléfilm : La Mèche en bataille - scénario du segment : Le correspondant